# Nifont (Sołoducha)
Nifont, imię świeckie Wasyl Sołoducha (ur. 5 października 1948 w Hałynie Woli, zm. 22 marca 2017 w Łucku) – ukraiński metropolita prawosławny.

## Życiorys
W wieku dwóch lat stracił oboje rodziców. Po ukończeniu szkoły podstawowej rozpoczął pracę w miejscowym kołchozie, zaś po odbyciu w latach 1967–1969 służby wojskowej w zakładach kolejowych w Brześciu. Po roku pracy wstąpił do seminarium duchownego w Moskwie, które ukończył po czterech latach. W 1974 podjął dalsze studia teologiczne w Moskiewskiej Akademii Duchownej. W tym samym roku, 20 marca, w ławrze Troicko-Siergijewskiej, złożył wieczyste śluby zakonne, przyjmując imię zakonne Nifont. 15 kwietnia patriarcha moskiewski i całej Rusi Pimen wyświęcił go na hierodiakona w soborze Objawienia Pańskiego w Moskwie. 26 lutego 1977 biskup dmitrowski Włodzimierz udzielił mu święceń kapłańskich w cerkwi Opieki Matki Bożej przy Moskiewskiej Akademii Duchownej i skierował go do pracy duszpasterskiej w eparchii wołyńskiej. Biskup wołyński i rówieński Damian wyznaczył go na proboszcza parafii Trójcy Świętej we wsi Rudka Kozyńska. Dwa lata później hieromnich Nifont uzyskał tytuł kandydata nauk teologicznych.
W 1985 podniesiony do godności ihumena, zaś w 1988 – archimandryty. Od 1989 był dziekanem dekanatu rożyszczańskiego. 20 marca 1990 wyznaczony do objęcia katedry chmielnickiej i kamieniecko-podolskiej jako jej biskup ordynariusz. Chirotonia biskupia miała miejsce 31 marca tego samego roku w soborze św. Włodzimierza w Kijowie. 25 sierpnia 1992 został przeniesiony na katedrę wołyńską. W latach 1993 i 2001 podnoszony kolejno do godności arcybiskupa i metropolity. 
Jako zwierzchnik eparchii wołyńskiej doprowadził do odnowienia życia monastycznego w zlikwidowanych w okresie radzieckim klasztorach: św. Mikołaja w Mielcach, Świętego Spotkania w Michnowce oraz Podwyższenia Krzyża Pańskiego w Czartorysku. Założył również nowy monaster Trójcy Świętej w Starosilliu. Rozwinął również działalność dobroczynną i charytatywną oraz zainicjował cotygodniowy program religijny „Wołyńskie Dzwony” w telewizji lokalnej. Koordynował proces wznoszenia w eparchii nowych cerkwi oraz renowacji tych, które zostały zniszczone w okresie radzieckim.
Według materiałów Ukraińskiego Kościoła Prawosławnego Patriarchatu Kijowskiego w 1995 wystosował, razem z metropolitą łuckim i wołyńskim (jurysdykcja Patriarchatu Kijowskiego) Jakubem list do wiernych i hierarchii obydwu Kościołów, apelując o pokój i współdziałanie na rzecz zwołania wszechukraińskiego soboru, który rozwiązałby ostatecznie kwestię Kościoła prawosławnego na Ukrainie. W kolejnych latach wypowiadał się publicznie jako przeciwnik autokefalii Ukraińskiego Kościoła Prawosławnego. W 2009 stwierdził, iż odpowiednim momentem na jej nadanie były uroczystości tysiąclecia chrztu Rusi, co najwyżej początek XXI w. Jego zdaniem w 2009 było już na to za późno – gdyby autokefalia została nadana zgodnie z kanoniczną procedurą, połowa parafii na Ukrainie (w tym na Wołyniu, w zarządzanej przez niego eparchii) poprosiłaby o przejście w jurysdykcję Patriarchatu Moskiewskiego. W 2014 został nagrodzony prawem noszenia dwóch panagii.
W 2016 został przeniesiony w stan spoczynku. Jako stałe miejsce jego pobytu Święty Synod Ukraińskiego Kościoła Prawosławnego wyznaczył Łuck, nadając mu równocześnie godność honorowego proboszcza miejscowej cerkwi Opieki Matki Bożej, tymczasowego soboru katedralnego eparchii wołyńskiej.
Zmarł w 2017. Został pochowany w rodzinnej wsi.